# Ранник скельний
Ранник скельний (Scrophularia rupestris) — вид квіткових рослин родини ранникових (Scrophulariaceae).

## Біоморфологічна характеристика
Це багаторічна рослина заввишки 10–50 см. Листки неправильно зубчасті або надрізано-пилясті, на ніжках. Віночок жовтуватий, з темно-червоною верхньою губою, 5–6 мм завдовжки.

## Поширення
Україна, Росія, Південний Кавказ, Іран.
В Україні вид росте на скелях та кам'янистих схилах — у Криму, звичайно; на південному сході Донецького кряжу. У ЧКУ має статус «неоцінений».